# 戴潮春
戴潮春（？—1864年1月29日），字萬生，臺灣府彰化縣四張犁莊人（今台中市北屯區四張犁），祖籍漳州府龍溪縣，戴潮春事件領袖之一。

## 生平
戴潮春住彰化捒東堡四張犁，世代為臺灣北路協稿識，書香門第家境優渥。當時地方盜賊猖獗，戴潮春長兄戴萬桂曾組織土地公會以自保，後又與張水招集殷戶組八卦會，立約有事相援。道光12年（1832年）嘉義匪賊張丙將蔓及境，戴潮春出資募集鄉勇保衛莊堡，以軍功蒙賞八品頂戴。咸豐11年（1861年）冬，戴潮春任臺灣北路協稿識，彰化縣知縣高廷鏡下鄉，戴潮春率鄉勇逮捕惡棍獻官。此時武官夏汝賢（武進士）聞戴家富裕，向戴潮春索賄不從，即革除戴潮春之伍籍職位。之後戴潮春發展天地會組織，假名團練自組鄉勇三百人，隨縣令捕盜頗有治績，行旅百姓均受惠。
同治元年（1862年）春，知縣高廷鏡離職後，繼任的新知縣雷以鎮繼續將維持治安的任務交由戴潮春，但此時天地會眾擴張太快，不少黨徒橫行白晝搶殺，已非戴潮春可以控制。同年三月臺灣兵備道孔昭慈募兵勇六百援例春巡，至彰化辦理天地會黨徒，該會洪姓總理被捕處死，並召淡水同知秋曰覲至彰化協辦。同知馬慶釗下令懸賞緝捕天地會首，此舉使天地會眾義憤填膺，正式起事抗官。同年三月二十日黎明，戴潮春破彰化縣城，孔昭慈不降仰藥自盡。彰化縣城失陷後，臺灣、鳳山及嘉義等縣會眾隨即殺汛弁響應，重要的股首有小埔心的陳弄、茄投大姓陳鮄、水沙連殷戶洪欉、嘉義的嚴辦、賴厝廍的賴矮、鳳山縣許夏老、淡水廳的王九螺等，僅彰化縣列名的大股首即有六百六十餘名。但是因為戴潮春與霧峰望族林家有宿怨，加上官府蓄意挑撥漳泉不合，因此並未獲得中臺灣霧峰與鹿港門閥勢力的回應，會中部分泉州人也叛逃天地會。

同治二年（1863年），戴潮春持續攻打嘉義與鹿港。同年十一月，清派福建提督林文察（出身霧峰林家）與新任臺灣兵備道丁曰健會辦軍務，以數千清軍，趁著彰化縣城的天地會眾前往攻打鹿港，城內空虛，乃以偷襲手法佔領彰化城，1864年正月，戴潮春眼見勢不可為，為了保全會眾，投降丁曰健，但言語不屈，丁曰健怒命部下陳捷元將他斬殺。
戴潮春事件，官方、民間的記載很多，但由於立場不同，對其有褒、有貶，一般仍被定義為反清的起義。之後戴潮春雖死，但因為太平天國餘波未平，戴潮春所掀起的波濤仍延續到1867年。

## 合福祠
在台中市北屯區仁美里豐樂路的合福祠，表面上是個土地廟，實際上是祭拜戴潮春。據臺中市犁頭店鄉土文化學會理事長黃慶聲表示，北屯人在戴潮春埋屍處，約在今北屯文昌廟東側附近，偷放三顆石頭，以「戴恩公神位」之名奉祀。後來因崇德路修建工程，舊址只留下一顆石頭。1968年，北屯區建立合福祠，3年後雕塑祭拜戴潮春夫妻的金身，並因為戴家所有的土地都被清廷「查封」，而稱之為「查封公」、「查封婆」，至於原先祭祀的石頭請出供奉於廟左樹下。

## 民間俗語
- 辛酉一歌詩：「後厝林日成換徛紅旗，是我戴潮春起義天年長。」